# Pierre Menet
Pierre Menet é presidente emérito da marca francesa Lancôme. É creditado, junto com Gaëtan Mourgue D'Algue e Dominque Motte, por trazer o torneio de golfe Canada Cup para Saint-Nom-la-Bretèche em 1963, ajudando a popularizar o então pouco conhecido esporte golfe na França. O torneio foi rebatizado para "Trophée Lancôme" em 1970, em homenagem a empresa do Manet, e trouxe ainda mais destaque ao Golf de Saint Nom atraindo jogadores como Arnold Palmer, Gary Player e Seve Ballesteros a competir no evento.